# 17131 Paulazhu
17131 Paulazhu è un asteroide della fascia principale. Scoperto nel 1999, presenta un'orbita caratterizzata da un semiasse maggiore pari a 2,984063 UA e da un'eccentricità di 0,099506, inclinata di 10,606742° rispetto all'eclittica. Ha un diametro di 4,700 km.